# تيتو هوز دي فيلا
تيتو هوز دي فيلا هو محامي وشخصية أعمال وسياسي بوليفي، ولد في 12 أبريل 1949 في كوتشابامبا في بوليفيا، وتوفي في 3 أغسطس 2015 في لاباز في بوليفيا. انتخب سيناتور  بوليفيا ‏ وانتخب deputy of Bolivia ‏.